# 箭箙

一个青铜器上的菔字

箭菔，是古代用于盛装箭的容器。

## 特点
菔字来自于商、西周时期的甲骨文、金文中，形如盛矢于器中。以湖南省长沙楚墓出土的战国箭菔，标本M89:7，出土东边箱北段，箭镞插在下部的涂漆木胎的容器中，上部有屏，以保护箭杆与箭羽，内部有完整的箭8支。而长沙马王堆汉墓3号墓出土，出土的木箭菔，两侧有两个尖角，正视如叉（现藏湖南省博物馆）。商朝至汉朝还有一种圆筒形的盛箭器，名椟丸。在秦始皇兵马俑殷墟西区M43号车马坑中也出土筒形箭菔，呈圆筒状，平底，似皮革制成，可装10支箭，镞锋向下。在乐浪古墓出土的汉朝箭菔，为外贴银箔的漆筒，其中尚有箭镞。

## 图库

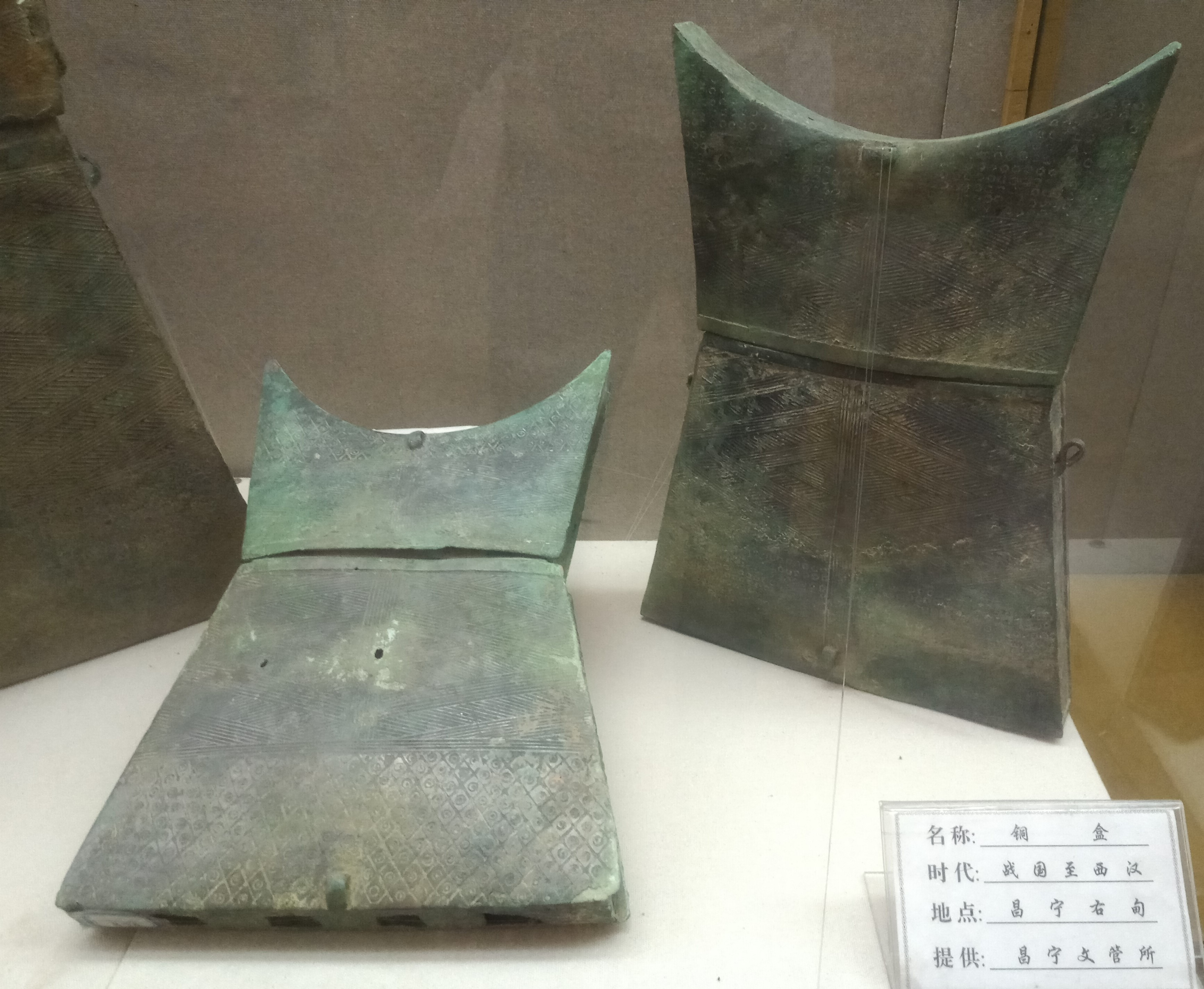
位于保山市博物馆的战国至西汉箭箙，出土自昌宁右甸
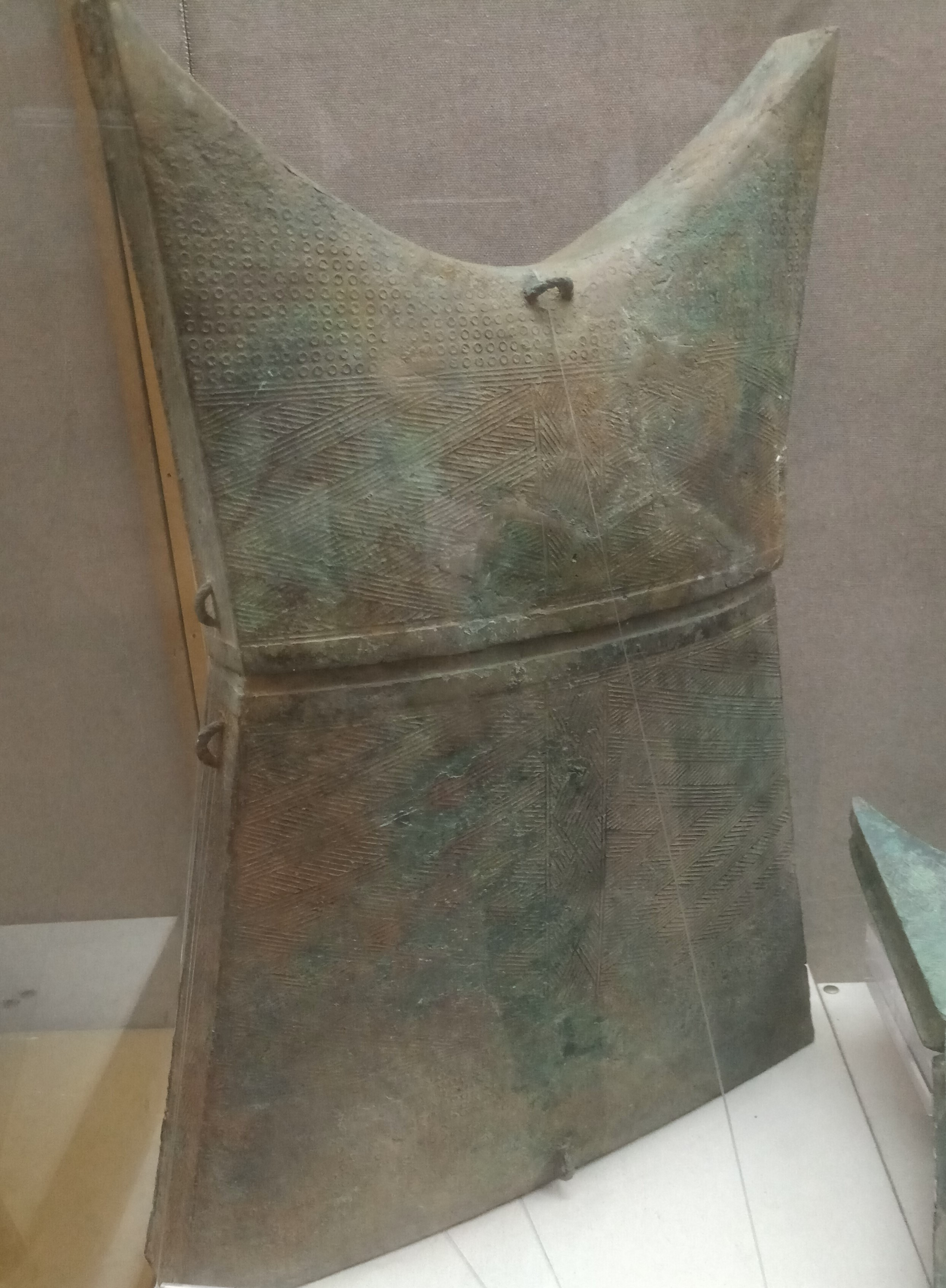
位于保山市博物馆的战国至西汉箭箙，出土自保山罗明